# Angelika Speitel
Angelika Elisabeth Speitel (* 12. Februar 1952 in Stuttgart) ist ein ehemaliges Mitglied der terroristischen Vereinigung Rote Armee Fraktion (RAF). Sie war an der Entführung und Ermordung von Hanns Martin Schleyer im sogenannten Deutschen Herbst 1977 beteiligt, wurde 1978 verhaftet, 1979 wegen Mordes zu lebenslanger Haft verurteilt, 1989 begnadigt und 1990 aus der Haft entlassen.

## Leben
Durch ihre Tätigkeit in der Stuttgarter Kanzlei des RAF-Anwaltes Klaus Croissant gelangte Speitel zur RAF, wo sie eine führende Position in der zweiten Generation einnahm und unter anderem an der Schleyer-Entführung beteiligt war. Am 24. September 1978 wurde sie mit den RAF-Mitgliedern Michael Knoll und Werner Lotze in einem kleinen Wäldchen im Dortmunder Stadtteil Kirchhörde von zwei Polizeibeamten bei Schießübungen überrascht, woraufhin die Terroristen das Feuer auf die Beamten eröffneten und den Polizisten Hans-Wilhelm Hansen erschossen. Angelika Speitel wurde dabei von den Polizeibeamten angeschossen und festgenommen. Knoll starb an seinen Schussverletzungen.
Wegen Mordes und anderer Verbrechen wurde sie am 29. November 1979 zu lebenslanger Haft verurteilt. Sie wurde am 8. März 1989 vom damaligen Bundespräsidenten Richard von Weizsäcker begnadigt, nachdem dieser sie im Gefängnis besucht hatte, und 1990 freigelassen. Laut Weizsäckers Einschätzung habe sich Speitel „nachhaltig vom Terrorismus abgewandt […] und ihre Tat aufrichtig bereut“.
Angelika Speitel war mit dem RAF-Mitglied Volker Speitel verheiratet, der ebenfalls in Croissants Anwaltskanzlei arbeitete. Ihr Sohn Grischa wurde 1970 geboren.